# Zielone Ogródki im. Zbigniewa Zakrzewskiego w Poznaniu
Zielone Ogródki im. Zbigniewa Zakrzewskiego – skwer z fontanną zlokalizowany w Poznaniu, w centrum, u zbiegu ulic: Strzeleckiej, Zielonej i Długiej (Rybaki).

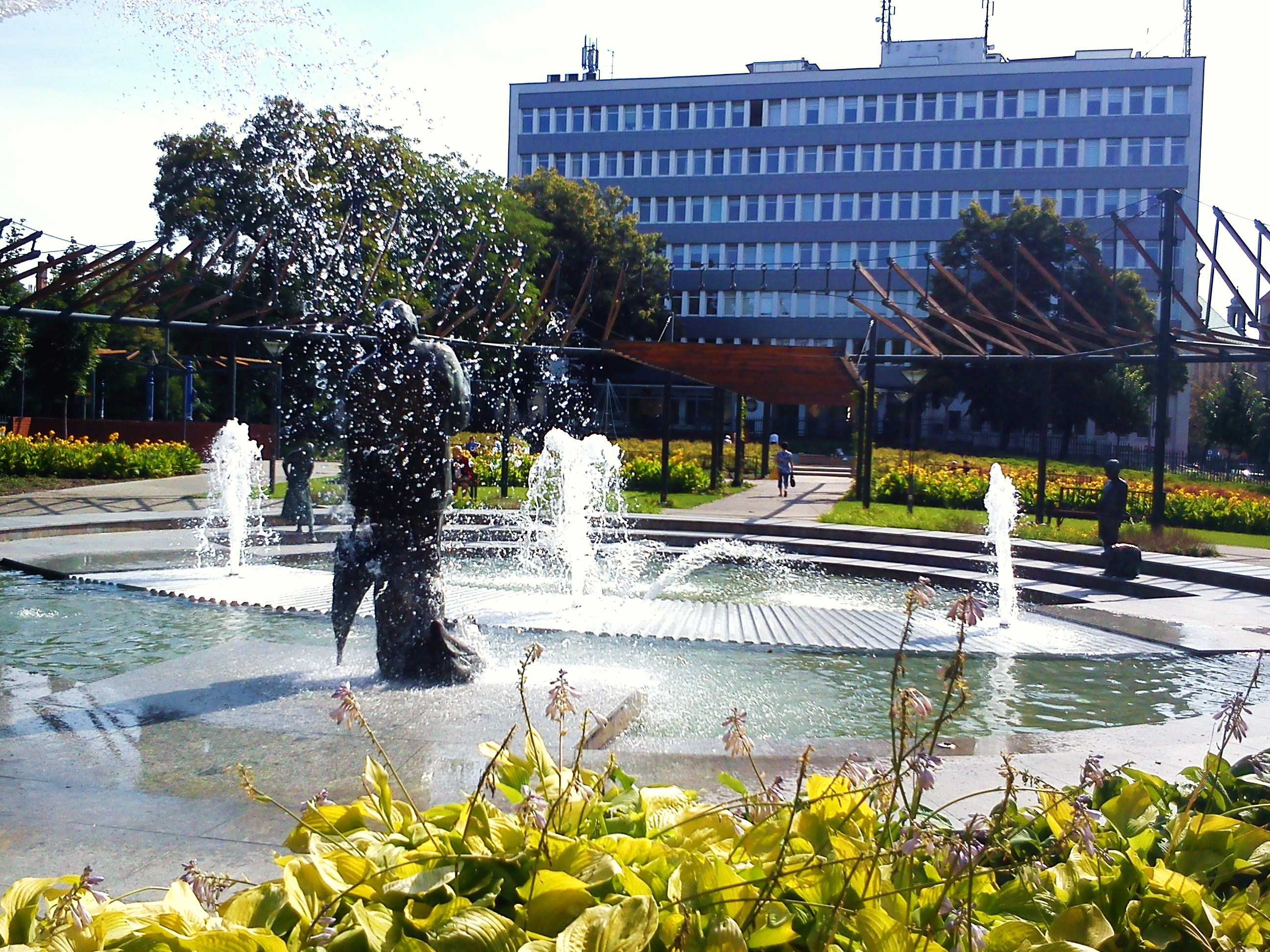
Widok ogólny

## Charakterystyka
Urządzony teren zielony znajduje się tutaj od 1840. Obecny zieleniec założono w 1870 na terenie dawnego przedmieścia Piaski (obecnie teren ten uważany jest za Rybaki, a nazwa Piaski zanika). Ulicę Zieloną wytyczono w II połowie XIX wieku, a obecną nazwę nadano w 1919 (Prusacy w 1915 nadali temu terenowi imię Ericha Ludendorffa i była to jedna z ich ostatnich zmian przed opuszczeniem miasta). W XIX wieku park posiadał swobodną kompozycję, m.in. kręte aleje pośród drzew. W 1881 powstała tu, nieistniejąca obecnie, fontanna ufundowana przez cieślę Stübera. Funkcjonował w tym czasie także budynek gimnastyczny, obok którego stał pomnik Friedricha Ludwiga Jahna (1778–1852), twórcy systemu niemieckiej gimnastyki.
Duża część oryginalnego, dorodnego drzewostanu nie przetrwała mroźnych zim w 1939 i 1940. Inne cenne gatunki zniszczył ostrzał w 1945. Wyginęły m.in.: klon pensylwański, kłęk amerykański, perełkowiec japoński i bożodrzew gruczołowaty. Przetrwała natomiast topola Simona.
14 maja 1945 zainaugurowano z przystanku przy ul. Zielonej (północna część ogrodu) regularną komunikację autobusem gazowym do Dębca (ul. Świętej Trójcy). Gaz pozyskiwano ze zbiornika przy ul. Zielonej, a jego objętość wystarczała tylko na kurs w jedną stronę (do drugiego zbiornika). 
19 grudnia 2008 skwer otrzymał (z inicjatywy działacza Towarzystwa Miłośników Miasta Poznania, Adama Suwarta), imię Zbigniewa Zakrzewskiego, ekonomisty związanego z Poznaniem. W tym samym czasie teren uporządkowano i zbudowano oryginalną fontannę, przedstawiającą zadbanego i dobrze odżywionego mieszkańca miasta (tzw. profesora), dziewczynkę i psa, z niepokojem wyczekujących deszczu, co było odpowiedzią na zagrożenia ekologiczne XXI wieku. Autorem rzeźb był Norbert Sarnecki (projektant pobliskiego Nie-pomnika). W 2010 urządzenia fontanny zostały uszkodzone (zalane) w wyniku przejścia przez Poznań fali powodziowej. Przerwa w użytkowaniu obiektu trwała kilka miesięcy.
W bezpośrednim sąsiedztwie skweru znajdują się istotne dla miasta miejsca: III Liceum Ogólnokształcące, Kupiec Poznański i ul. Półwiejska z pomnikiem Starego Marycha.
W 2024 roku pomnikiem przyrody ustanowiono klon srebrzysty o obwodzie 271 cm.